# 瓦勒富宗
瓦勒富宗（法語：Val-Fouzon，法語發音：[val fuzɔ̃]）是法国安德尔省的一个市镇，位于该省北部，属于伊苏丹区。

## 地名
该地名“瓦勒富宗”（Val-Fouzon）由两部分组成：“瓦勒”（Val），法语意为“谷”；“富宗”（Fouzon），即富宗河，其为流经该地一条河流，是谢尔河的左支流。

## 历史
瓦勒富宗成立于2016年1月1日，由以下3个市镇合并而成：
- 帕尔珀赛（Parpeçay）
- 圣塞西尔（Sainte-Cécile）
- 富宗河畔瓦雷讷（Varennes-sur-Fouzon）

其中富宗河畔瓦雷讷为政府驻地。

## 地理
瓦勒富宗（47°12'50"N, 1°36'24"E）面积46.9 平方千米，位于法国中央-卢瓦尔河谷大区安德尔省，该省份为法国中部省份，北起卢瓦-谢尔省，西北接安德尔-卢瓦尔省，西南接维埃纳省，南至克勒兹省和上维埃纳省，东临谢尔省。
与瓦勒富宗接壤的市镇（或旧市镇、城区）包括：沙布里、丰格南、纳翁河畔梅讷图、普莱讷、瓦朗赛、拉韦尔内勒、巴泽勒地区圣克里斯托夫、桑布勒赛。
瓦勒富宗的时区为UTC+01:00、UTC+02:00（夏令时）。

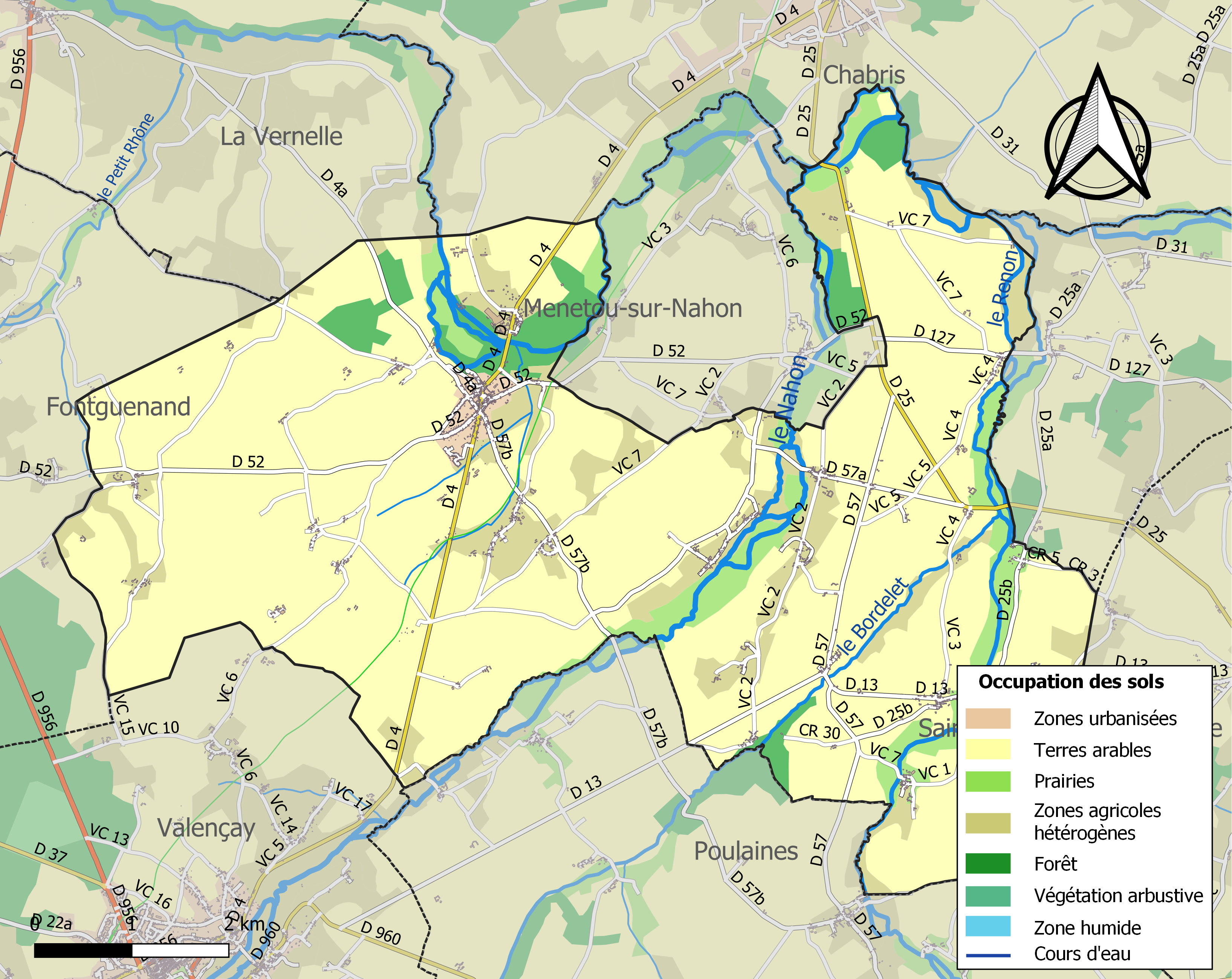
瓦勒富宗的OSM定位图

## 行政
瓦勒富宗的邮政编码为36210，INSEE市镇编码为36229。

## 政治
瓦勒富宗所属的省级选区为瓦朗赛县。

## 人口
瓦勒富宗于2022年1月1日时的人口数量为944人。